# Chuck Knox
Charles Robert Knox, detto Chuck (Sewickley, 27 aprile 1932 – 12 maggio 2018), è stato un allenatore di football americano statunitense nella National Football League (NFL).

## Carriera da allenatore
Quando Tommy Prothro fu licenziato il 24 gennaio 1973, Knox fu assunto come capo-allenatore dei Los Angeles Rams. Sotto la sua direzione i Rams vinsero per cinque volte il titolo di division della NFC West. Nei playoff invece non ottennero mai grandi successi. Dal 1974 al 1976 furono sempre sconfitti nella finale della NFC, due volte dai Minnesota Vikings. Nella sua esperienza coi Rams concluse con un complessivo record di 54-15-1 ma solo di 3-5 nei playoff.
L'11 gennaio 1978, a causa di contrasti con la presidenza, Chuck lasciò la squadra per firmare un contratto di 6 anni da 1,2 milioni di dollari coi Buffalo Bills. nel suo primo anno, Knox guidò i Bills a un record di 5-11. Solo due anni dopo i Bills vinsero il titolo della AFC East con un record di 11-5 ma persero contro i quotati San Diego Chargers nei divisional playoff. L'anno successivo la squadra sconfisse i Jets nel turno delle wild card, perdendo nel successivo contro i Cincinnati Bengals. Dopo una stagione (accorciata dallo sciopero) con un record di 4-5 nel 1982, il 26 gennaio 1983 divenne il nuovo allenatore dei Seattle Seahawks.
Nel suo primo anno a Seattle, Knox guidò la squadra alla prima qualificazione ai playoff della sua storia, battendo i Denver Broncos 31-7 nel turno delle wild card e poi superando a sorpresa i Miami Dolphins 27-20 al Miami Orange Bowl nel secondo giro. La stagione da sogno della squadra si interruppe nella finale della AFC quando i Seahawks persero coi Los Angeles Raiders 30-14. Le stagioni successive videro i Seahawks rimanere competitivi ma non raggiunsero più la finale di conference, malgrado la prima vittoria di Seattle del titolo della AFC West nel 1988.
Dopo nove stagioni a Seattle, Knox lasciò la squadra il 27 dicembre 1991, diventando il primo allenatore della NFL a vincere tre titoli di division con tre diverse squadre. Knox fece ritorno ai Rams nel 1992. Mentre in quegli anni la squadra vide Jerome Bettis diventare una stella, la squadra terminò all'ultimo posto nella NFC West in tutte le sue tre stagioni. Fu licenziato il 9 gennaio 1995.
Il 25 settembre 2005, all'età di 73 anni, Knox fu inserito nel Seattle Seahawks Ring of Honor al Qwest Field di Seattle.

## Palmarès
- Allenatore dell'anno: 3

1973, 1980, 1984
- Seattle Seahawks Ring of Honor